# 신교동 (서울)
신교동(新橋洞)은 서울특별시 종로구에 있는 법정동이다. 신교동이라는 이름은 동의 동쪽에 백운동천의 다리인 '신교'가 있던 데서 유래했다.

## 연혁
- 조선 초기 : 한성부 북부 순화방(順化坊)에 속함
- 1751년(영조 27) : 한성부 북부 순화방 사재감계(司宰監契)에 속함
- 1894년(고종 31) : 한성부 북서(北署) 순화방 상패계(上牌契) 신교가 됨
- 1910년 : 경성부 북서 순화방 신교가 됨
- 1914년 : 신교의 일부가 신교동(新橋洞)이 됨
- 1936년 4월 : 신교정(新橋町)으로 변경
- 1943년 6월 : 신설된 종로구에 배속
- 1946년 10월 1일 : 신교동으로 변경

## 유적
- 선희궁 : 장헌세자(사도세자)의 생모인 영빈이씨의 사묘

## 교육
- 서울맹학교
- 서울선희학교

## 같이 보기
- 대한민국의 행정 구역